# Sarsamarcuello
Sarsamarcuello es una localidad española del municipio de Loarre, perteneciente a la provincia de Huesca, en la comunidad autónoma de Aragón. Situada al pie de la sierra de Marcuello, forma parte de la comarca de la Hoya de Huesca.

## Geografía
Su distancia a Huesca es de 31 km. Dos barrios forman el casco urbano. El de abajo se articula junto al camino de entrada, con las casas agrupadas en torno a la iglesia parroquial de San Nicolás de Bari. El barrio de arriba agrupa a las casas más rústicas y sencillas del conjunto urbano, muchas de ellas construidas a base de sillarejo, con piedra sillar reforzando las esquinas.

## Historia
El 20 de agosto de 1258 el rey Jaime I de Aragón entregó Linás de Marcuello, Marcuello, Sarsa, Saltillo y Pequera García de Pueyo a cambio de Dos Aguas (Valencia). Hasta 1609 se llamó Sarsa. En 1610 era del señor de Ayerbe. Entre 1646 y 1787 se llamó Sarsa de Marcuello. Desde 1785 se llamó Sarsamarcuello. En 1845 se le unió Linás de Marcuello.
Hacia mediados del siglo XIX, el lugar tenía contabilizada una población de 260 habitantes. Aparece descrito en el decimotercer volumen del Diccionario geográfico-estadístico-histórico de España y sus posesiones de Ultramar de Pascual Madoz de la siguiente manera:

SARSA MARCUELLO: l. en la prov., part. jud. y dióc. de Huesca, aud. terr. y c. g. de Zaragoza. Es cab. del ayunt. de su nombre, á que se hallan agregados el pueblo de Linás y la venta de Pequera. sit. al pie de la sierra de Marcuellos, con buena ventilacion y clima templado y sano. Tiene 120 casas; la municipalidad; cárcel, escuela de instruccion primaria, dolada con 800 rs. vn. anuales, concurrida por 15 ó 20 alumnos; una igl. parr. (San Nicolás de Bari), cuyo curato es de tercera clase, de presentacion del Sr. marqués de Ayerve, y contiguo á ella el cementerio. El térm. confina N. Rasal; E. Loarre; S. Ayerve, y O. Riglos; en él se encuentra la ald. de Linás, dependiente de la jurisd. civil de este pueblo; una ermita dedicada á Ntra. Sra. de Marcuellos; una torre ó atalaya derruida, y una fuente de buenas aguas para el surtido y uso común del vecindario. El terreno es montuoso en general, con muy poca parte llana, y un bosque de pinos, que produce leñas, y alguna madera inferior; le fertilizan las aguas de dos arroyos, con las cuales se riega la huerta. Hay caminos locales de herradura, la carretera de Zaragoza á Francia, y otra provincial que conduce á Navarra; es pueblo de tránsito para la c. de Jaca y el puerto llamado de Canfranch: prod.; trigo, cebada, avena, vino, aceite, cáñamo, lino y pastos: cria ganado lanar y cabrio, y caza de perdices, conejos, liebres, corzos y jabalíes. pobl.: 42 vec., 260 alm. riqueza imp.: 56,640 rs. contr.: 7,518.
(Madoz, 1849, p. 868)

El municipio de Sarsamarcuello desapareció en 1969, al fusionarse con el de Loarre.

## Demografía
| Gráfica de evolución demográfica de Sarsamarcuello entre 1842 y 1960 |
| |
| Población de derecho según los censos de población del INE Población de hecho según los censos de población del INEEntre el censo de 1970 y el anterior, este municipio desaparece porque se integra en el municipio Loarre |

| 1970 | 2000 | 2001 | 2002 | 2003 | 2004 |
| ---- | ---- | ---- | ---- | ---- | ---- |
| 102  | 67   | 59   | 54   | 52   | 53   |

## Patrimonio
- Parroquia dedicada a San Nicolás de Bari.[4] Tres naves y crucero, que se cubren mediante bóveda de lunetos, excepción hecha del crucero en sí -ya que no de sus brazos- que lo hace con cúpula de cuatro óculos cegados. Todo el interior aparece decorado con motivos neoclásicos. La puerta de ingreso se abre en el muro de la epístola, aunque en la fachada hay otra, hoy cegada, que debió de ser la primitiva, de arco de medio punto. La torre campanario es de sillería y se alza en la cabecera. Tiene un primer cuerpo de planta cuadrada y un segundo achaflanado, con remate de chapitel en forma de pirámide y planta octogonal, revestido de escamas. La fábrica, en su conjunto, corresponde al siglo XVIII.
- Casa-abadía. Presenta dos grandes arcos geminados -que hoy se encuentran cegados-, sobre los que se levanta el edificio.Ermita de Marcuello

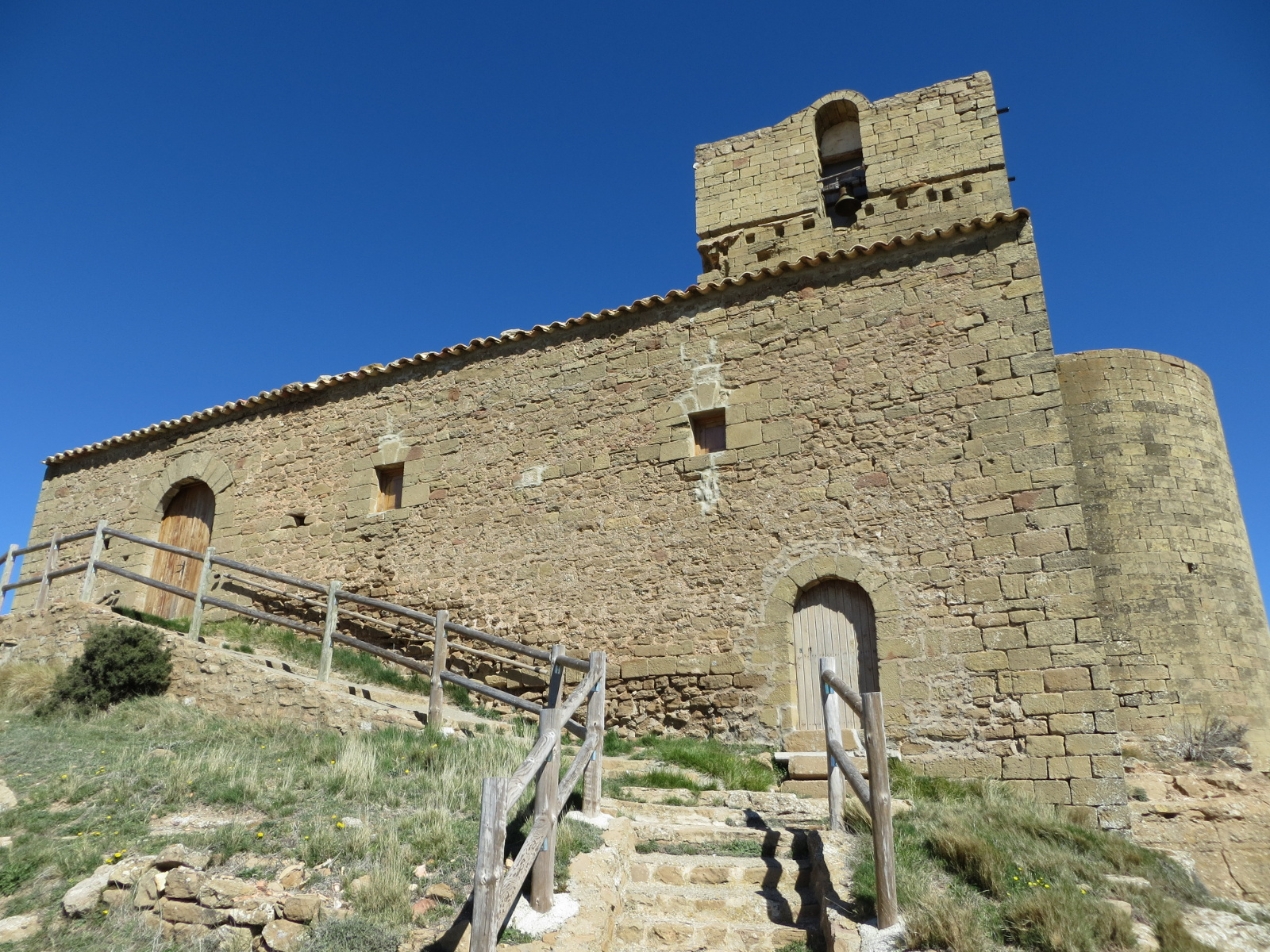
Ermita de Marcuello

- Ermita de Nuestra Señora de Marcuello. En la actualidad presenta varias y sucesivas reformas, entre las que destaca la casa del ermitaño, que le fue añadida en el siglo XVII. La nave de la iglesia se cubre con bóveda de lunetos, excepto en el tramo de los pies, que es de arista, construida en la misma época que la casa del ermitaño. La torre se alza junto a la cabecera, con dos cámaras, la baja para acceder a la cripta y la alta al campanario. La cripta se compone de dos tramos, separados por un arco de medio punto
- Ermita de San Miguel. Al edificio, del siglo XII, le falta toda la parte de los pies. Queda tan sólo el tramo de la capilla mayor, cubierto por bóveda de cañón ligeramente apuntada y exedra.
- Castillo de Marcuello. El castillo de Marcuello de variada grafía en documentos antiguos -Marcorllo, Mequrlo, etc.- era uno de los principales del sector central del Prepirineo, formando un grupo geográfico con los de Murillo, Agüero, Ayerbe, Loarre, que a comienzos del siglo XII gobernaba la reina viuda Berta.